# Santa Maria de Borredà
Santa Maria de Borredà és una església del nucli antic i urbà de Borredà (Berguedà) inclosa en l'Inventari del Patrimoni Arquitectònic de Catalunya.

## Descripció
Església situada al centre històric de la ciutat. És de planta basilical coberta a dues aigües amb teula àrab. Té tres naus, amb un presbiteri rectangular, una capella i sagristia. Les naus laterals són força estretes, i havien aixoplugat antigues capelles. El campanar, de secció quadrada, està als peus del recinte i el remata una barana de pedra. L'edifici és una construcció de pedra i calç, que tot i que conserva elements de l'època romànica com és el cas de la porta de ferramenta, situada a migdia, és una obra de finals del segle xvii i de tot el segle xviii. La porta d'entrada actual, a ponent, és d'època romànica amb les portes fetes de fusta amb ferramenta de ferro forjat. Pel que fa a l'interior, cal destacar les seves decoracions pictòriques de la segona meitat del segle xx.
El portal d'entrada és de dues fulles o batents que s'obren cap a l'interior i que tanca el portal de mig punt de cara a ponent de l'església. El ferro fou durant l'edat mitjana el material bàsic per a protegir les portes, material que aviat evolucionà cap a formes decoratives. el cas de la porta de ferro forjat de Borredà, repeteix el model de ferramenta de la gran majoria d'esglésies romàniques de la comarca que conserven la seva porta original.

## Història
La primera menció de l'església data del 938. Es conserven alguns vestigis del segle xi, possiblement l'església primitiva, identificats amb l'actual. L'església romànica data del segle xii, es feu en substitució de la preromànica del 938. Al segle xviii quedà petita a causa del fort creixement demogràfic de Borredà; les reformes efectuades a finals del s. XVIII per tal d'encabir el retaule barroc de la Mare de Déu de la Popa resultaren insuficients i el 1718 l'abat de Ripoll donà permís per a fer una nova capella del Sant Crist. Les obres definitives es realitzaren l'últim terç del s. XVIII, concretament el 1784. El campanar fou bastit el 1790. Durant la Guerra Civil de 1936-1939 fou incendiada i es van perdre el conjunt de retaules barrocs que decoraven les capelles laterals i l'altar major; als anys setanta del s. XX es redecorà l'altar major amb pintures murals dels pintors vigatans Camil Bofill i Benet Barniol.
En un cambril s'hi venera la Mare de Déu de la Popa, patrona del poble, amb uns Goigs dedicats per la devoció popular.